# Motoka Murakami
Pour les articles homonymes, voir Murakami.
村上 もとか
Œuvres principales
- Musashi no Ken
- Jin

Motoka Murakami (村上 もとか, Murakami Motoka), né le 3 juin 1951 à Tokyo, est un mangaka japonais.

## Biographie
C'est sous l'influence d'Osamu Tezuka que Motoka Murakami décide d'embrasser une carrière de mangaka. Il débute en 1972 avec Moete ashire, un manga relatant le parcours d'un pilote automobile prépublié dans le Shōnen Jump. Motoka Murakami a également créé Jin dont la publication s'est étendue de 2000 à 2011.

## Distinctions
En 1982, il remporte le Prix du manga Kōdansha avec Climber Retsuden. En 1984, Musashi no Ken est couronné par le Prix Shōgakukan, récompense reçue ensuite par Ron en 1996. En 2014, il reçoit le Prix d'Excellence de l'Association des auteurs de bande dessinée japonais pour Fuichin Tsaichen!.

## Œuvre
- Moete ashire
- Musashi no Ken
- Jin
- Fuichin Tsaichen!